# Страховой надзор
Страхо́вой надзо́р (англ.  Insurance supervision) — контроль деятельности страховых организаций со стороны специально уполномоченных государственных органов (органов страхового надзора), которые осуществляют лицензирование страховой деятельности, проверку деятельности страховых компаний, обществ взаимного страхования, страховых брокеров и других профессиональных участников страхового рынка, следят за их платёжеспособностью, разрабатывают рекомендации по формированию и размещению страховщиками страховых резервов, способствуют развитию страхования, в ряде случаев утверждают тарифы премий.
При нарушении страховщиками тех или иных нормативно-правовых актов, регулирующих их деятельность, органы страхового надзора могут применять к ним санкции (штрафы, приостановка или отзыв лицензии).

## Организация страхового надзора в России до 2004 года
Первый орган страхового надзора появился в Российской империи в 1894 году, когда в структуре Министерства внутренних дел в составе хозяйственного департамента был учреждён особый страховой отдел и при нём — страховой комитет.
Сразу после Октябрьской революции 1917 года советская власть взяла под свой контроль отдельные виды страхования, главным образом социального и медицинского, которые проводились до революции через страховые больничные кассы. 29 ноября 1917 года Народный комиссариат труда утвердил «Положение о страховом совете» — коллегиальном органе для «заведыванія всеми делами, относящимися къ страхованію рабочихъ», который становился прообразом органа страхового регулирования. А 16 декабря 1917 года выходит новое «Положение о страховых присутствиях», которым оформлялась децентрализованная (региональная) система страхового надзора за деятельностью рабочих больничных (страховых) касс. Однако попытки обеспечить определённую преемственность предпринимались только в этих социальных видах страхования, которые себя очень хорошо зарекомендовали до революции и в которых за счёт отчислений рабочих-пролетариев были накоплены значительные средства.
Одновременно советская власть ввела контроль за прочими (коммерческими) страховыми операциями, а в 1918 году и вовсе запретила страхование, национализировав все страховые компании.  В 1925 году, помимо Госстраха, страховые операции были разрешены для обществ взаимного страхования, при этом функции страхового надзора осуществляло Главное управление Госстраха. В 1928 году операции по личному страхованию начали проводить предшественники Сбербанка — Государственные трудовые сберегательные кассы СССР, надзор за их страховой деятельностью также осуществлял Госстрах.
В 1989—1992 годах создаются первые первые негосударственные страховые компании («АСКО», «Россия», «РОСНО», «РЕСО-Гарантия» и другие), лицензии им выдавало Министерство финансов РСФСР на основании временного положения о лицензировании,, одновременно возникла задача организации контроля их деятельности со стороны государства. 

### Госстрахнадзор
10 февраля 1992 года был издан Указ Президента РФ «О государственном страховом надзоре Российской Федерации» (сокращенное название нового органа исполнительной власти — Госстрахнадзор России), в июле 1992 года было утвеждено положение о Госстрахнадзоре. Главной задачей Госстрахнадзора провозглашалось обеспечение соблюдения всеми участниками страховых отношений страхового законодательства для эффективного развития страховых услуг, защиты прав и интересов страхователей, страховщиков и государства
. Функции Госстрахнахдзора включали: 
- ведение Государственного реестра страховых организаций;
- выдача лицензии на проведение страховой деятельности;
- установление правил формирования и размещения страховых резервов, форм учёта и показатели отчётности по страховым операциям;
- контроль за тарифами по имущественному и личному страхованию,
- обобщение страховой практики, разработка предложений по развитию страхового дела в Российской Федерации;
- рассмотрение заявлений, предложений и жалоб граждан, предприятий, учреждений и организаций по вопросам страхования.

### Федеральная инспекция по надзору за страховой деятельностью (Росстрахнадзор)
В сентябре 1992 года, в рамках реструктуризации органов исполнительной власти, очередным указом президента Государственный страховой надзор реорганизован в Федеральную инспекцию по надзору за страховой деятельностью (Росстрахнадзор) . В апреле 1993 года, после принятия Закона об организации страхового дела, выходит очередной указ — о преобразовании Федеральной инспекции по надзору за страховой деятельностью в Федеральную службу России по надзору за страховой деятельностью (сокращенное название сохранилось при этом прежнее — Росстрахнадзор). Одновременно Правительство РФ утвердило новое положение о Росстрахнадзоре, измененное позже одноименным постановлением Правительства в октябре 1994 года. У Росстрахнадзора появляются территориальные органы, а список его функций заметно расширен. Было установлено, что Росстрахнадзор: 
- выдаёт страховщикам лицензии на осуществление страховой деятельности;
- осуществляет лицензирование аудита страховых организаций и обществ взаимного страхования (аудита страховщиков);
- организует проведение аттестации на право аудита страховщиков;
- ведет единый Государственный реестр страховщиков и объединений страховщиков, а также реестр страховых брокеров;
- осуществляет контроль за обоснованностью страховых тарифов и обеспечением платёжеспособности страховщиков;
- устанавливает правила формирования и размещения страховых резервов, показатели и формы учёта страховых операций и отчётности о страховой деятельности;
- устанавливает нормативные размеры соотношений между активами и принятыми обязательствами страховщика;
- разрабатывает и утверждает по вопросам страховой деятельности, отнесенным к компетенции Росстрахнадзора:
  - нормативные документы, обязательные для исполнения всеми юридическими и физическими лицами, участвующими в организации и проведении страхования и перестрахования;
  - методические документы, в том числе методику расчёта соотношений между активами и принятыми обязательствами страховщика, методику расчёта ставок страховых взносов и типовые правила страхования;
- обобщает практику страховой деятельности, разрабатывает и представляет в установленном порядке предложения по развитию и совершенствованию законодательства Российской Федерации о страховании;
- устанавливает — по согласованию с Министерством финансов Российской Федерации и Государственным комитетом Российской Федерации по статистике — план счетов и правила бухгалтерского учёта, показатели и формы учёта страховых операций и отчётности страховщиков, а также сроки публикаций страховщиками годовых балансов, счетов прибылей и убытков;
- рассматривает заявления, предложения и жалобы граждан, предприятий, учреждений и организаций по вопросам страхования.

Был введен перечень мер воздействия (санкций) к страховщикам — нарушителям : выдача предписания, приостановка лицензии на право страхования, отзыв лицензии, обращение в суд с иском о ликвидации страховой организации.

### Департамент страхового надзора Минфина РФ
В августе 1996 года проходит очередное изменение структуры федеральных органов исполнительной власти и функции органа страхового надзора передаётся Департаменту страхового надзора Минфина РФ. К этому моменту выдано уже почти 3000 лицензий страховым компаниям и медицинским страховым организациям. Спустя почти два года Минфин утвердил Положение о Департаменте страхового надзора. Такая продолжительная пауза в большой степени была вызвана тем, что назначенный в 1996 году начальник Департамента Валерий Сухов (ранее несколько лет проработавший заместителем руководителя Росстрахнадзора)  в  мае 1998 года перешел на должность генерального директора «Росгосстраха» (и годом позже трагически погиб в  авиакатастрофе в Абхазии) и руководство было поручено Илье Ломакину-Румянцеву, ранее в системе страхового надзора не работавшему.

### Руководители Госстрахнадзора, Росстрахнадзора и Департамента страхового надзора Минфина РФ
- Бугаев, Юрий Степанович (рукодитель Госстрахнадзора, затем — Росстрахнадзора, 1992—1996 годы)[21];
- Сухов, Валерий Алексеевич (руководитель Департамента страхового надзора Минфина РФ, 1996—1998 годы)[22];
- Ломакин-Румянцев, Илья Вадимович (руководитель Департамента страхового надзора Минфина РФ, 1998—2000 годы)[23];
- Пылов, Константин Иванович (руководитель Департамента страхового надзора Минфина РФ, 2000—2004 годы)[24].

## Федеральная служба страхового надзора (ФССН, 2004—2011 годы)
Федеральная служба страхового надзора (ФССН) — федеральный орган исполнительной власти, находившийся в ведении Министерства финансов и осуществляющий функции по контролю и надзору в сфере страховой деятельности (страхового дела).
Образована в соответствии с Указом Президента РФ № 314 от 9 марта 2004 года «О системе и структуре федеральных органов исполнительной власти» и Постановлением Правительства РФ № 330 от 30 июня 2004 года «Об утверждении Положения о Федеральной службе страхового надзора».
За все время работы ФССН было отозвано более 960 страховых лицензий, число субъектов страхового рынка сократилось почти вдвое с более 1400 компаний в марте 2004 года до примерно 770 компаний в марте 2011 года.

### Руководители ФССН
- Ломакин-Румянцев, Илья Вадимович (2004—2009 годы)
- Коваль, Александр Павлович (2009—2011 годы)

## Федеральная служба по финансовым рынкам (ФСФР, 2011—2013 годы)
4 марта 2011 года Указом Президента РФ № 270 Федеральная служба страхового надзора была присоединена к Федеральной службе по финансовым рынкам (ФСФР). Этим же Указом были переданы функции ФССН к ФСФР,. Практически одновременно с присоединением страхового надзора к ФСФР у неё поменялся руководитель — занимавший этот пост с мая 2007 по апрель 2011 года Владимир Миловидов уступил его Дмитрию Панкину. В ходе реорганизации число заместителей руководителя ФСФР выросло с 5 до 7, кураторами страхового блока стали три новых заместителя — Игорь Жук, Олег Пилипец и Юлия Бондарева.
За два неполных года работы ФСФР было отозвано 77 страховых лицензий.
Некоторые специалисты крайне негативно оценивали результаты присоединения ФССН к ФСФР .

### Руководители страхового блока в ФСФР
- Жук, Игорь Николаевич (лицензирование, региональные инспекции)[32]
- Пилипец, Олег Олегович (мониторинг и отчётность)[33]
- Бондарева, Юлия Эдуардовна (вопросы надзора)[34]

## Банк России (ЦБ РФ, 2013 год — по настоящее время)
В 2013 году, после упразднения ФСФР и передачи практически всех её функций Банку России, ставшему мегарегулятором всех финансовых рынков РФ, страховой надзор и значительная часть страхового регулирования были переданы ЦБ. Проект создания финансового мегарегулятора был запущен ещё 4 марта 2011 года, когда президент Медведев подписал указ «О мерах по совершенствованию государственного регулирования в сфере финансового рынка»,. 24 июля 2013 года президент Путин подписал федеральный закон «О внесении изменений в отдельные законодательные акты РФ в связи с передачей Центральному банку РФ полномочий по регулированию, контролю и надзору в сфере финансовых рынков».
В новой организационной структуре ЦБ РФ основная часть полномочий по регулированию рынка страхования и страховому надзору была передана ряду департаментов, находящихся в управлении первого заместителя председателя Банка России Сергея Швецова. По состоянию на май 2017 года различными вопросами страхового надзора и регулирования занимались не менее 6 различных департаментов Банка России. За четыре года (с июня 2013 по июнь 2017 года) была отозвана 191 лицензия, число субъектов страхового дела сократилось с 618 до 324.

## См.также
- История страхования в СССР
- Страховой надзор в дореволюционной системе страховых больничных касс для рабочих